# Syncom–2
A Syncom–2 amerikai geostacionárius távközlési műhold.

## Küldetés
Televíziós átjátszójával, széles sávú csatornájával különféle kommunikációs tesztek végzése szárazföldi, repülőgépen illetve az amerikai haditengerészet hajóin elhelyezett adó- és vevőállomásokkal történő kommunikálás, adatátvitel. Augusztusban John Fitzgerald Kennedy Washingtonból a műholdon keresztül beszélt a Lagosban állomásozó hadihajó fedélzetén tartózkodó Abubakar Balewa nigériai elnökkel.

## Jellemzői
1963. július 26-án a Cape Canaveral rakétakilővő bázisról, egy Thor Delta B típusú hordozórakétával juttatták Föld körüli, geoszinkron pályára. Herman Potočnik szlovén rakétamérnök, az űrhajózás úttörője volt az első ember, aki kiszámítja a geostacionárius pályán keringő űrobjektum álló helyzetét. Több manővert hajtott végre (hidrogén-peroxid és két nitrogén segédfúvóka alkalmazásával), hogy pályája megfelelő magasságú és a Földdel megegyező sebességű legyen, de ez nem sikerült. Kialakult pályáját 6 óra múlva érte el. A teszteket követően a segédfúvókákkal módosítottak pályáján, majd  augusztus 16-tól megkezdte rendszeres szolgáltatását. Az orbitális egység keringési pályája 1454 perc, 33,1 fok hajlásszögű, elliptikus pálya perigeuma 35 584 kilométer, az apogeuma 36 693 kilométer volt. Aktív szolgálati ideje 1965. január 1-jén befejeződött.

### Syncom műhold
A műhold tömege 68 kilogramm volt. Hasznos tömege 39 kilogramm. Formája henger, amit 3840 szilícium-napelem lapocska takart, biztosítva a működéshez szükséges energiát. Méretei: átmérője 71 centiméter, magassága 39 centiméter. A nikkel-kadmium akkumulátorok 29 watt energiát biztosítottak, amit a 3840 szilícium-napelem lapocska segítségével folyamatosan feltöltöttek, hogy Föld árnyékában is működőképes legyen.

## Külső hivatkozások
- Syncom–2. nasa.gov. (Hozzáférés: 2012. december 4.)

| Elődje: Syncom–1 | Syncom 1963–1964 | Utódja: Syncom–3 |